# La Grande Vie (Les Simpson)
Pour les articles homonymes, voir La Grande Vie.
La Grande Vie (France) ou Les Simpson déménagent (Québec) (The Mansion Family) est le 12e épisode de la saison 11 de la série télévisée d'animation Les Simpson.

## Synopsis
Burns doit aller faire des tests à l'hôpital, il désigne Homer pour garder son manoir ainsi que toute sa famille. Ils vont alors commencer une vie de milliardaires mais lorsque Homer se rend compte qu'il ne peut pas aller chercher de bière après 14 heures le dimanche, il prend le bateau de Burns pour aller dans un endroit spécial en mer : on peut y faire tout ce qu'on veut.
Mais tout va tourner au drame, et à Springfield, Burns découvre qu'il a toutes les maladies sur Terre.